# Cerastium julicum
Cerastium julicum är en nejlikväxtart som beskrevs av Schellen. Cerastium julicum ingår i släktet arvar, och familjen nejlikväxter. Inga underarter finns listade i Catalogue of Life.